# (38671) Verdaguer
Verdaguer (asteroide n.º 38671) es un asteroide del cinturón principal, a 2,0028782 UA. Posee una excentricidad de 0,1802686 y un período orbital de 1 394,96 días (3,82 años), una velocidad orbital media de 19,0546626 km/s y una inclinación orbital de 2,72041º.
Fue descubierto el 7 de agosto de 2000 desde el Observatorio de La Ametlla de Mar en Tarragona, España: recibe su nombre en honor del poeta Jacinto Verdaguer.